# Сальса (соус)
Са́льса (исп. salsa — «соус») — традиционный соус мексиканской кухни. Чаще всего сальса изготовляется из отваренных и измельчённых томатов или томатильо (овощного физалиса) и чили, с добавлением кориандра, лука, чеснока и чёрного перца.
Сальсу подают в качестве приправы к разнообразным блюдам, а также как дип к начос (чипсам из тортильи). Сальса с основой на томате называется salsa roja (сальса роха, «красный соус»), а с основой на томатильо — salsa verde (сальса верде, «зелёный соус»). В отличие от отварной сальсы, компоненты сальсы «пико-де-гайо» (pico de gallo) смешиваются и подаются в сыром виде.

## Магазинная сальса
Широкая доступность и длительный срок хранения сальсы бренда Джарред во многом обусловили огромную популярность соуса в штатах за пределами юго-запада, особенно в тех регионах, где сальса не является традиционной частью кухни. В 1992 году долларовая стоимость продажи сальсы в США превысила стоимость томатного кетчупа.

Виды сальсы
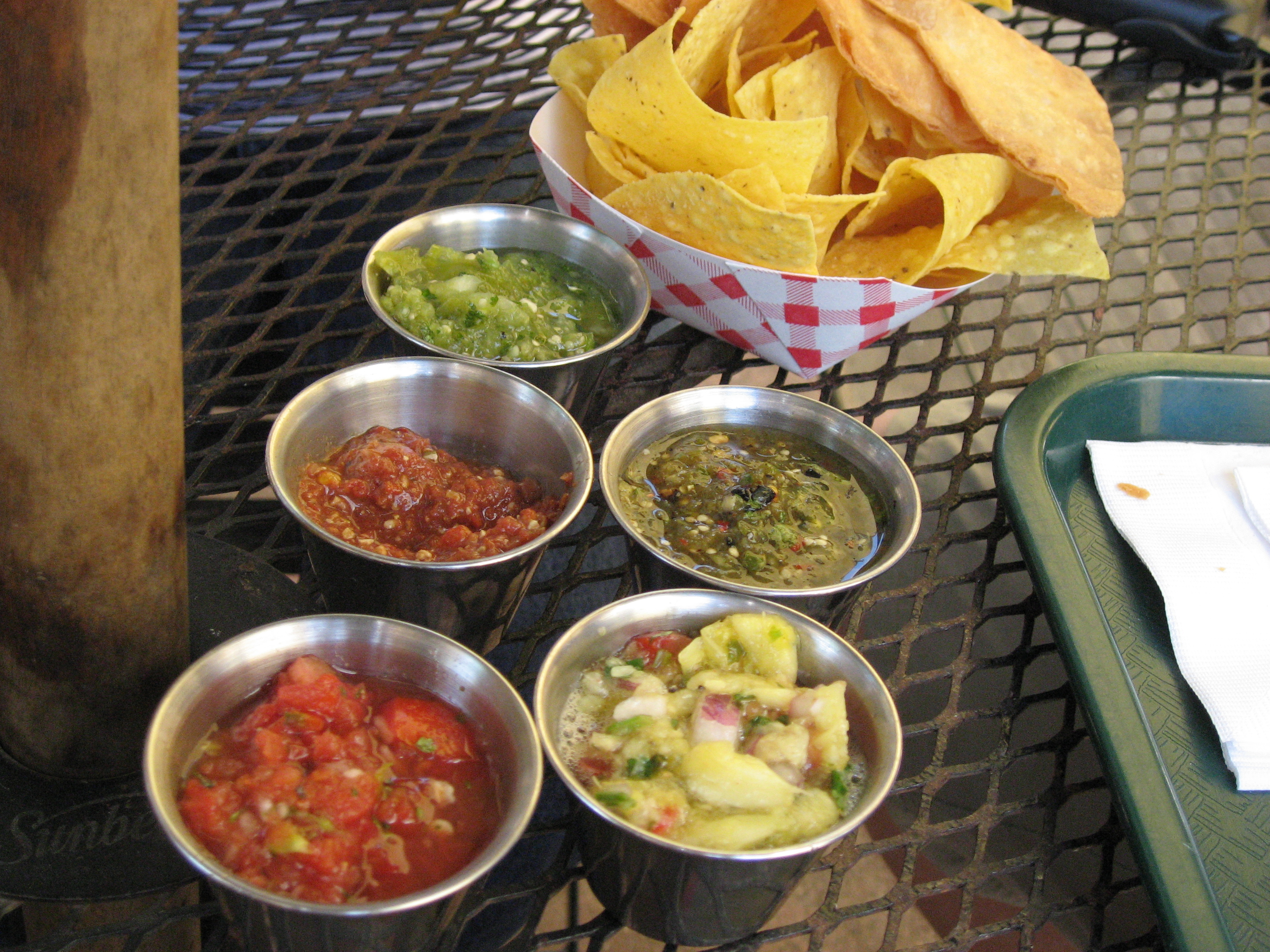
Различные виды сальсы и чипсы начос
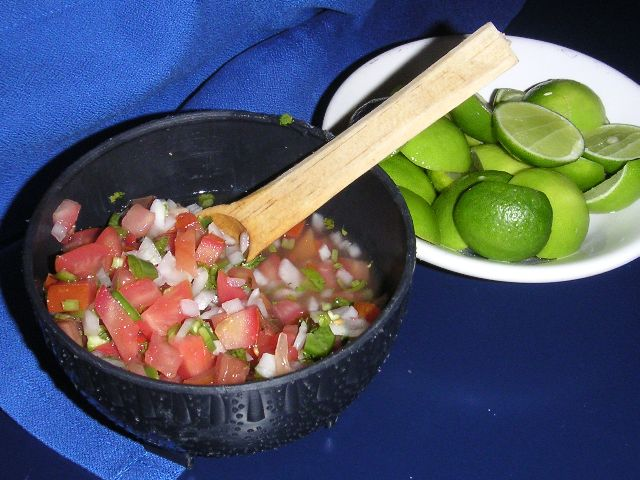
Пико-де-гальо